# Kösely

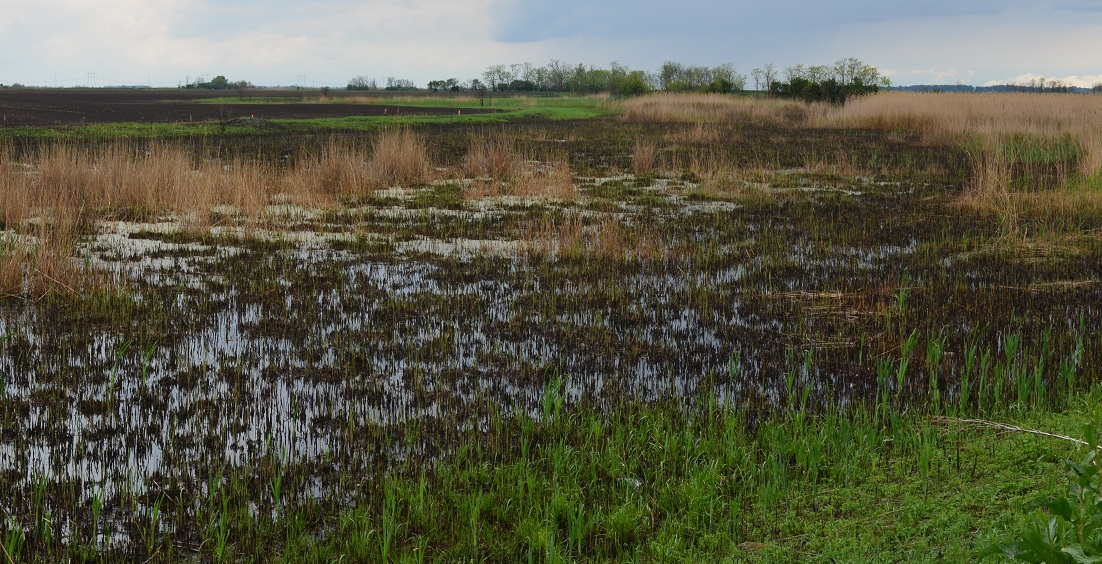
Az egykori Kösely folyó medre a Hortobágy déli peremén.

A Kösely folyó Sáránd mellett keletkezik a Tócó-patak és a Kondoros-patak összefolyásával. A Tócó hozza Debrecen tisztított szennyvizét is, ezért korábban erősen szennyezett volt; manapság már közepes a vízminősége. Sárándtól Hajdúszovátig viszonylagosan nagy a lejtése, gyors a folyása, mesterséges mederben folyik. Hajdúszovátnál sokszor okoz árvízveszélyt, Hajdúszovát és Hajdúszoboszló között sok helyen ősmederben folyik, meanderezik, és erősen mocsaras, itt sokszor nem egyértelmű a meder. Befogadja Hajdúszoboszló tisztított szennyvizét és használt fürdővizét, majd átbújtatják a Keleti-főcsatorna alatt, amitől főként nyáron sok vizet kap, majd befogadja a Pece-eret, és Nádudvarnál ömlik a Hortobágy folyóba. Kisvize Hajdúszovátnál kb. 0,8-1 köbméter/sec (ebből Debrecen tisztított szennyvize kb. 0,6 köbméter/sec), Nádudvarnál kb. 2 köbméter/sec. Max. vize Nádudvarnál kb. 12 köbméter/sec. Szélessége Hajdúszovátnál 4-6 méter, Nádudvarnál 8-15 méter. A vízszint lassan, fokozatosan emelkedik, főként belvízveszély esetén, ezért Hajdúszovátnál megépítették a Kösely–Keleti-főcsatorna összekötő csatornát, magas belvízszint esetén oda vezetik át a fölös vizét. Ha a Hortobágy folyón árvíz van, az visszaduzzasztja a Köselyt is, ezért az alsó szakasz is nagyon árvízveszélyes, ezért kellett töltést építeni Nádudvarnál. A Keleti-főcsatornától nyugatra, szárazság esetén öntöznek is vizéből. Hajdúszovát körzetétől kezdődően már gazdagabb élővilág jellemzi, halak is vannak benne, bár a vízminőség itt még gyenge közepes. Nádudvar térségében már jó vízminőségű, sok hallal, kagylóval.

## Forrás
Vizitanya Alapítvány -Tikövizig (lásd: Vita:Kösely)